# Corte Nacional de Justicia
La Corte Nacional de Justicia (anteriormente conocida como la Corte Suprema de Justicia) es el máximo tribunal de justicia ordinaria del Ecuador y el más alto órgano jurisdiccional de la Función Judicial. Tiene competencia sobre todo el territorio nacional y su sede se encuentra en la ciudad de Quito. 
La Corte Nacional fue establecida tras la promulgación y publicación de la actual constitución nacional, en el 2008; y, reemplazó en funciones y atribuciones de la antigua Corte Suprema de Justicia.

## Funciones
Son funciones de la Corte Nacional de Justicia, además de las que determina la ley, las siguientes:
- Conocer los recursos de casación, de revisión y los demás que establezca la ley.
- Desarrollar el sistema de precedentes jurisprudenciales fundamentado en los fallos de triple reiteración.
- Conocer las causas que se inicien contra los servidores públicos que gocen de fuero.
- Presentar proyectos de ley relacionados con el sistema de administración de justicia.

Está integrada por 21 jueces, designados por periodos de nueve años, quienes, en conjunto, conforman el Pleno de la Corte Nacional de Justicia. Estos eligen, de entre sus miembros, al Presidente de la Corte Nacional, que representa a la función judicial y dura tres años en sus funciones. En cada sala se elegirá un
presidente para el período de un año.

## Composición

### Número de miembros
La Corte Nacional está organizada en seis salas especializadas, integradas por tres jueces nacionales cada una. El Presidente de la Corte Nacional integra una de las salas. Las salas especializadas son las siguientes: de lo civil, de lo penal, de lo laboral, de lo contencioso administrativo; de lo contencioso tributario, y familia. Las diferentes salas especializadas de la Corte Nacional de Justicia conocen los recursos de casación y revisión en las materias de su especialidad y los demás asuntos que se establecen en la ley.

### Nombramiento
Según el artículo 183 de la Constitución de Ecuador, las juezas y jueces de la Corte Nacional de Justicia serán elegidos por el Consejo de la Judicatura conforme a un procedimiento con concurso de oposición y méritos, impugnación y control social. Se propenderá a la paridad entre mujer y hombre.

### Composición actual
| No.                   | Apellidos y Nombres               | Puesto Institucional | Sala Especializada                                                                             |
| 1                     | SUING NAGUA JOSE DIONICIO         | PRESIDENTE           | PRESIDENCIA                                                                                    |
| JUECES Y JUEZAS       |                                   |                      |                                                                                                |
| 2                     | ROJAS CALLE LUIS ADRIAN           | JUEZ NACIONAL (E)    | SALA DE LO CIVIL Y MERCANTIL SALA DE LA FAMILIA, NIÑEZ, ADOLESCENCIA, ADOLESCENTES INFRACTORES |
| 3                     | JACHO CHICAIZA DAVID ISAIAS       | JUEZ NACIONAL (E)    | SALA DE LO CIVIL Y MERCANTIL SALA DE LA FAMILIA, NIÑEZ, ADOLESCENCIA, ADOLESCENTES INFRACTORES |
| 4                     | BRAVO QUIJANO RITA ANNABEL        | JUEZ NACIONAL (E)    | SALA DE LO CIVIL Y MERCANTIL SALA DE LA FAMILIA, NIÑEZ, ADOLESCENCIA, ADOLESCENTES INFRACTORES |
| 5                     | LARCO ORTUÑO IVAN RODRIGO         | JUEZ NACIONAL (E)    | SALA DE LO CONTENCIOSO ADMINISTRATIVO                                                          |
| 6                     | SECAIRA DURANGO PATRICIO ADOLFO   | JUEZ NACIONAL (E)    | SALA DE LO CONTENCIOSO ADMINISTRATIVO                                                          |
| 7                     | VELASQUEZ DIAZ MILTON ENRIQUE     | JUEZ NACIONAL        | SALA DE LO CONTENCIOSO ADMINISTRATIVO                                                          |
| 8                     | ORTIZ VARGAS HIPATIA SUSANA       | JUEZ NACIONAL (E)    | SALA DE LO CONTENCIOSO ADMINISTRATIVO - DESPACHO JUEZ ( E ) ORTIZ VARGAS HIPATIA SUSANA        |
| 9                     | MORALES ORDOÑEZ GILDA ROSANA      | JUEZA NACIONAL       | SALA DE LO CONTENCIOSO TRIBUTARIO                                                              |
| 10                    | DURANGO VELA GUSTAVO ADOLFO       | JUEZ NACIONAL (E)    | SALA DE LO CONTENCIOSO TRIBUTARIO                                                              |
| 11                    | COHN ZURITA FERNANDO ANTONIO      | JUEZ NACIONAL (E)    | SALA DE LO CONTENCIOSO TRIBUTARIO                                                              |
| 12                    | HEREDIA YEROVI MARIA CONSUELO     | JUEZA NACIONAL       | SALA DE LO LABORAL                                                                             |
| 13                    | MUÑOZ SUBIA KATHERINE BETTY       | JUEZA NACIONAL       | SALA DE LO LABORAL                                                                             |
| 14                    | TAPIA RIVERA ENMA TERESITA        | JUEZA NACIONAL       | SALA DE LO LABORAL                                                                             |
| 15                    | ARTEAGA GARCIA ALEJANDRO MAGNO    | JUEZ NACIONAL        | SALA DE LO LABORAL                                                                             |
| 16                    | CAMACHO HEROLD DANIELLA LISETTE   | JUEZA NACIONAL       | SALA DE LO PENAL, PENAL MILITAR, PENAL POLICIAL, TRÁNSITO, CORRUPCIÓN Y CRIMEN ORGANIZADO      |
| 17                    | CAICEDO ALDAZ MERCEDES JOHANNA    | JUEZ NACIONAL (E)    | SALA DE LO PENAL, PENAL MILITAR, PENAL POLICIAL, TRÁNSITO, CORRUPCIÓN Y CRIMEN ORGANIZADO      |
| 18                    | INGA YANZA JULIO CESAR            | JUEZ NACIONAL (E)    | SALA DE LO PENAL, PENAL MILITAR, PENAL POLICIAL, TRÁNSITO, CORRUPCIÓN Y CRIMEN ORGANIZADO      |
| 19                    | DE LA CADENA CORREA LAURO JAVIER  | JUEZ NACIONAL (E)    | SALA DE LO PENAL, PENAL MILITAR, PENAL POLICIAL, TRÁNSITO, CORRUPCIÓN Y CRIMEN ORGANIZADO      |
| 20                    | CORDOVA OCHOA FELIPE ESTEBAN      | JUEZ NACIONAL        | SALA DE LO PENAL, PENAL MILITAR, PENAL POLICIAL, TRÁNSITO, CORRUPCIÓN Y CRIMEN ORGANIZADO      |
| 21                    | RODRIGUEZ RUIZ MARCO XAVIER       | JUEZ NACIONAL        | SALA DE LO PENAL, PENAL MILITAR, PENAL POLICIAL, TRÁNSITO, CORRUPCIÓN Y CRIMEN ORGANIZADO      |
| 22                    | SAQUICELA RODAS IVAN PATRICIO     | JUEZ NACIONAL        | SALA DE LO PENAL, PENAL MILITAR, PENAL POLICIAL, TRÁNSITO, CORRUPCIÓN Y CRIMEN ORGANIZADO      |
| CONJUECES Y CONJUEZAS |                                   |                      |                                                                                                |
| 1                     | LOAYZA ORTEGA PABLO FERNANDO      | CONJUEZ NACIONAL     | SALA DE LO CIVIL Y MERCANTIL SALA DE LA FAMILIA, NIÑEZ, ADOLESCENCIA, ADOLESCENTES INFRACTORES |
| 2                     | PAZOS MEDINA CARLOS VINICIO       | CONJUEZ NACIONAL     | SALA DE LO CIVIL Y MERCANTIL SALA DE LA FAMILIA, NIÑEZ, ADOLESCENCIA, ADOLESCENTES INFRACTORES |
| 3                     | MUÑOZ VACA KATTY MISHEL           | CONJUEZA NACIONAL    | SALA DE LO CONTENCIOSO ADMINISTRATIVO                                                          |
| 4                     | VELASTEGUI AYALA XIMENA DEL ROCÍO | CONJUEZA NACIONAL    | SALA DE LO CONTENCIOSO ADMINISTRATIVO                                                          |
| 5                     | ESPINOSA BRITO MAURICIO BAYARDO   | CONJUEZ NACIONAL     | SALA DE LO CONTENCIOSO ADMINISTRATIVO                                                          |
| 6                     | TERAN ORBEA MARIA CRISTINA        | CONJUEZA NACIONAL    | SALA DE LO CONTENCIOSO ADMINISTRATIVO - DESPACHO CONJUEZ TERAN ORBEA MARIA CRISTINA            |
| 7                     | HEREDIA PROAÑO MONICA ALEXANDRA   | CONJUEZA NACIONAL    | SALA DE LO CONTENCIOSO TRIBUTARIO                                                              |
| 8                     | GORDILLO CEVALLOS DIEGO PATRICIO  | CONJUEZ NACIONAL     | SALA DE LO CONTENCIOSO TRIBUTARIO                                                              |
| 9                     | MIER ORTIZ MARIA GABRIELA         | CONJUEZA NACIONAL    | SALA DE LO LABORAL                                                                             |
| 10                    | ARRIETA ESCOBAR JULIO ENRIQUE     | CONJUEZ NACIONAL     | SALA DE LO LABORAL                                                                             |
| 11                    | BARRERA ESPIN LIZ MIRELLA         | CONJUEZA NACIONAL    | SALA DE LO LABORAL                                                                             |
| 12                    | CABRERA ESQUIVEL MANUEL ENRIQUE   | CONJUEZ NACIONAL     | SALA DE LO PENAL, PENAL MILITAR, PENAL POLICIAL, TRÁNSITO, CORRUPCIÓN Y CRIMEN ORGANIZADO      |
| 13                    | RODRIGUEZ MONGON MARCO VINICIO    | CONJUEZ NACIONAL     | SALA DE LO PENAL, PENAL MILITAR, PENAL POLICIAL, TRÁNSITO, CORRUPCIÓN Y CRIMEN ORGANIZADO      |